# Тужер
Тужер (венг. Tuzsér) — посёлок(надькёжег) в медье Сабольч-Сатмар-Берег в Венгрии.

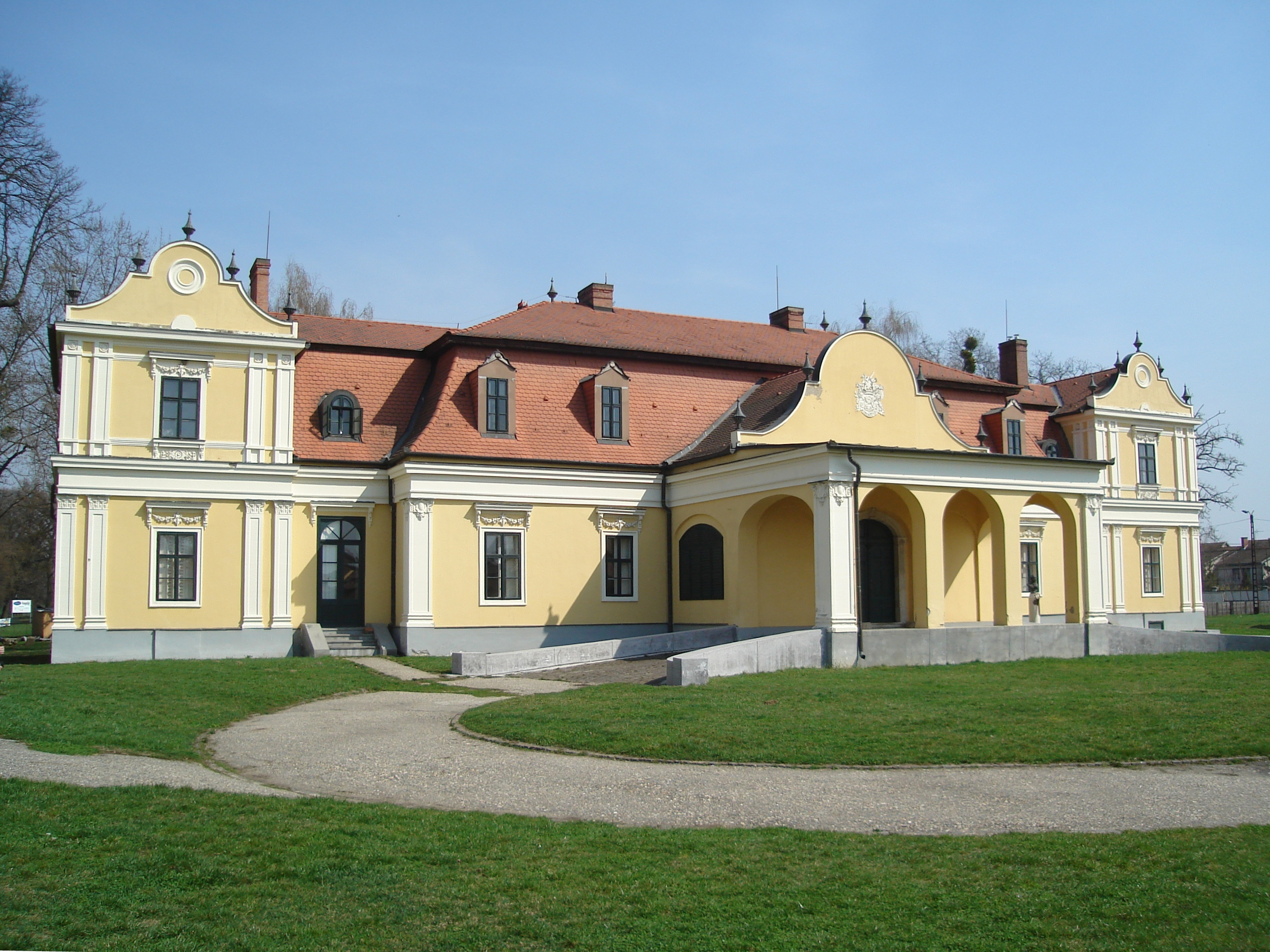
Усадьба в Тужере

Посёлок занимает площадь 15,51 км², там проживает 3309 жителей (по данным 2010 года). По данным 2001 года, 75 % жителей посёлка — венгры, 25 % — цыгане.

## Расположение
Посёлок Тужер расположен на реке Тисе примерно в 52 км к северо-западу от города Ньиредьхаза. Через посёлок проходит автодорога Е573. В посёлке есть железнодорожная станция. Ближайшие населённые пункты — город Мандок и деревня Тисабездед.

## Население
| Год  | Численность | Численность |
| ---- | ----------- | ----------- |
| 2013 | 3418        | [ 4 ]       |
| 2014 | 3397        | [ 5 ]       |
| 2015 | 3444        | [ 6 ]       |
| 2021 | 3362        | [ 7 ]       |
| 2022 | 3205        | [ 8 ]       |
| 2023 | 3223        | [ 9 ]       |
| 2024 | 3194        | [ 1 ]       |